# Ромерсвіль
Ромерсвіль (нім. Römerswil) — громада  в Швейцарії в кантоні Люцерн, виборчий округ Гохдорф.

## Географія
Громада розташована на відстані близько 70 км на схід від Берна, 14 км на північ від Люцерна.
Ромерсвіль має площу 16,6 км², з яких на 7,9% дозволяється будівництво (житлове та будівництво доріг), 76,1% використовуються в сільськогосподарських цілях, 15,5% зайнято лісами, 0,5% не є продуктивними (річки, льодовики або гори).

## Демографія
2019 року в громаді мешкало 1788 осіб (+9,9% порівняно з 2010 роком), іноземців було 9,4%. Густота населення становила 108 осіб/км².
За віковим діапазоном населення розподілялося таким чином: 24,7% — особи молодші 20 років, 61% — особи у віці 20—64 років, 14,3% — особи у віці 65 років та старші. Було 704 помешкань (у середньому 2,5 особи в помешканні).
Із загальної кількості 603 працюючих 231 був зайнятий в первинному секторі, 221 — в обробній промисловості, 151 — в галузі послуг.